# Чамс Корнер (Мичиген)
Чамс Корнер (енгл. Chums Corner) насељено је место без административног статуса у америчкој савезној држави Мичиген.

## Демографија
По попису из 2010. године број становника је 946.
| Група             | 2000.    | 2010.       |
| Белци             | 0 (0,0%) | 892 (94,3%) |
| Афроамериканци    | 0 (0,0%) | 3 (0,3%)    |
| Азијати           | 0 (0,0%) | 17 (1,8%)   |
| Хиспаноамериканци | 0 (0,0%) | 13 (1,4%)   |
| Укупно            | 0        | 946         |